# Јача од живота
Јача од живота је двадесет први студијски албум певачице Снежане Ђуришић. Oбјављен је 2001. године у издању дискографске куће ЗАМ.

## Песме на албуму
| Бр. | Песма                    | Музика                | Текст                   | Аранжман             |
| --- | ------------------------ | --------------------- | ----------------------- | -------------------- |
| 1.  | Јача од живота           | Пилош                 | Радмила Тодоровић Бабић | Драган Ћирковић Ћира |
| 2.  | Оно што се мора, мора    | Александар Пауновић   | Радмила Тодоровић Бабић | Бобан Продановић     |
| 3.  | Грешила сам што те волех | Шабан Шаулић          | Раде Вучковић           | Бобан Продановић     |
| 4.  | Споменар                 | Шабан Шаулић          | Раде Вучковић           | Драган Ћирковић Ћира |
| 5.  | Тек сад живим            | Стева Симеуновић      | Стева Симеуновић        | Бобан Продановић     |
| 6.  | Што не признаш           | Шабан Шаулић          | Вања Валентина          | Драган Ћирковић Ћира |
| 7.  | Да ми тебе није          | Стева Симеуновић      | Стева Симеуновић        | Драган Ћирковић Ћира |
| 8.  | Нисам више твоја         | Миша Мијатовић        | Весна Петковић          | Драган Ћирковић Ћира |
| 9.  | Родила ме мајка          | Пилош                 | Радмила Тодоровић Бабић | Драган Ћирковић Ћира |
| 10. | Отрезни се, срце         | Миша Мијатовић        | Стева Симеуновић        | Бобан Продановић     |
| 11. | Обојила небо дуга        | Стева Симеуновић      | Стева Симеуновић        | Бобан Продановић     |
| 12. | Не, не                   | Пилош                 | Радмила Тодоровић Бабић | Драган Ћирковић Ћира |
| 13. | Баци чашу                | Предраг Вуковић Вукас | Предраг Вуковић Вукас   | Бобан Продановић     |

## Информације о албуму
Песме 1,4,6,7,8,9. и 12:
- Клавијатуре: Драган Ћирковић Ћира
- Хармонике: Бане Васић
- Виолине: Перица Васић
- Гитаре: Светомир Веселиновић Цакија, Ивица Максимовић, Влада Неговановић
- Удараљке: Јане Јонузовић
- Тон сниматељи: Влада Неговановић и Борис Гавриловић
- Микс: Влада Неговановић
- Студио SKY и студио DMD

Песме 2,3,5,10,11. и 13:
- Клавијатуре и хармонике: Бобан Продановић
- Виолине: Дејан Костић
- Гитаре и бузуки: Ивица Максимовић
- Тон сниматељ и микс: Мики Тодоровић
- Студио Звездара

- Фотографије: Дејан Милићевић
- Дизајн: Никола Костандиновић